# 阿伊努民族运动

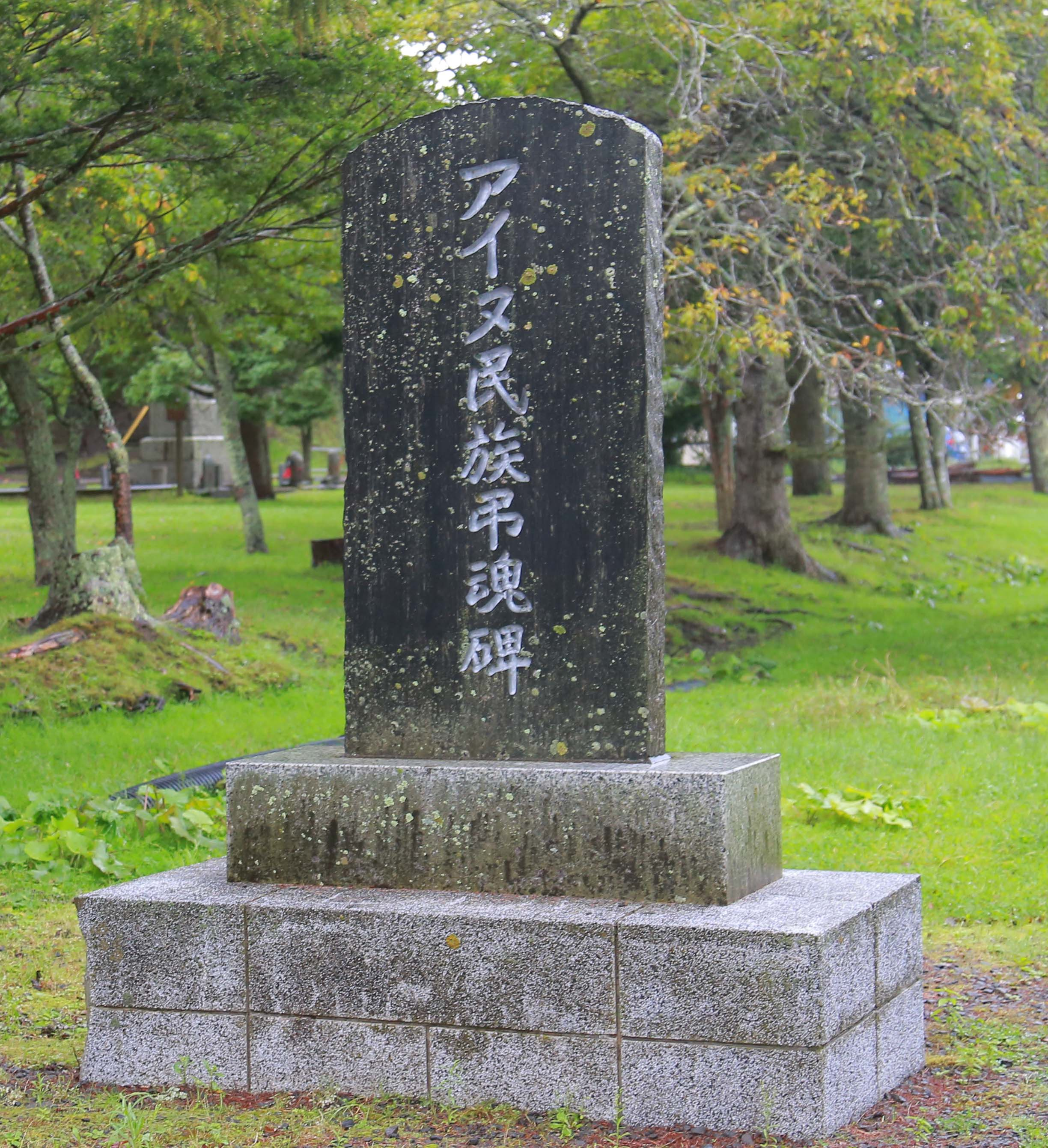
位于北海道国泰寺的阿伊努人纪念碑

阿伊努民族运动（日语：／）是指居住在日本和俄罗斯的阿伊努人，为争取其在阿伊努茅希利（意为“阿伊努之地”）上的民族权利（包括土地和资源的所有权以及自治权）而开展的运动。在日本，自近代以来，阿伊努人的权利和文化曾遭到否定，至今仍存在歧视问题以及关于其原住民地位的讨论。